# Markus Buchheit
Markus Buchheit (nacido el 11 de agosto de 1983 en Zweibrücken) es un político alemán que se desempeña actualmente como miembro del Parlamento Europeo por el partido Alternativa para Alemania (AfD).  dentro del grupo parlamentario Europa de las Naciones Soberanas (ESN).
Buchheit creció en el municipio de Pollenfeld, asistió a la escuela en la ciudad de Eichstätt y realizó sus estudios universitarios de Derecho y Ciencias Políticas en la Universidad de Bayreuth y en la Escuela de Políticas Públicas de Bavaria (HfP). Después de graduarse, trabajó para un estudio de abogados franco-alemán en Estrasburgo y París.
Buchheit fue miembro de la "Unión Joven", el ala juvenil de la Unión Social Cristiana en Baviera.  En el año 2014 trabajó en el Parlamento Europeo como asistente del eurodiputado del Partido de la Libertad de Austria (FPÖ) Franz Obermayr y luego como asesor sobre comercio internacional del grupo parlamentario Europa de las Naciones y de las Libertades. En  el año 2016 decidió unirse a la AfD y tres años más tarde, en mayo del 2019, fue elegido como miembro del Parlamento Europeo, siendo reelegido en junio de 2024.
Como eurodiputado, Buchheit ha defendido la idea de que Alemania debería celebrar un referéndum sobre su pertenencia a la eurozona, argumentando que la moneda única tiene más defectos que beneficios, y ha advertido sobre los riesgos de adquisiciones de empresas tecnológicas por parte de inversores no europeos. Es partidario de una normativa europea común sobre las inversiones directas de empresas extranjeras en el mercado interior europeo. También pide que Alemania se retire del programa de política climática "Pacto Verde Europeo"  de Ursula von der Leyen porque teme que genere como resultado un "recorte o reducción masiva" para la industria europea, especialmente en el sector automotriz.